# Лохмор
Лохмор (англ. Loughmore; ирл. Luach Maigh) — деревня в Ирландии, находится в графстве Северный Типперэри (провинция Манстер) на реке Шур. Население — 599 человек (по переписи 2006 года).
Название, предположительно, означает «поле-вознаграждение»; вероятно, оттого, что местный арендатор вместо арендной платы иногда подавал «запрос об услуге».